# Design sistemico
Il design sistemico è la disciplina che permette di delineare e programmare il flusso (throughput) di materia che scorre da un sistema ad un altro in una metabolizzazione continua che diminuisce l'impronta ecologica e genera un notevole flusso economico.
Il progetto organizza ed ottimizza tutti gli attori e le parti all'interno dell'ambito, in modo che possano svilupparsi evolvendo coerentemente gli uni con gli altri. Le singole parti del sistema si intrecciano formando una rete virtuosa (autopoietica) di relazioni tra i flussi di materia, energia e informazione.
Il designer sistemico è in grado di accompagnare e gestire, in tutte le fasi di sviluppo del progetto, il dialogo vicendevole tra i vari attori su questo nuovo terreno culturale, che trova le basi teoriche nelle discipline (cibernetica) e (sociologia) che durante il XX secolo hanno cominciato a considerare i processi come una rete di relazioni in entrata (input) e in uscita (output) che si autoregolano con meccanismi di retroazione.